# C/2011 L4 (Panstarrs)
Kometa C/2011 L4 (Panstarrs) je dlouhoperiodická kometa objevená 6. června 2011 pomocí 1,8 m dalekohledu automatické prohlídky oblohy Pan-STARRS 1 na Mt. Haleakala. Kometa se při objevu nacházela v souhvězdí Štír, měla jasnost 19 mag. Tato kometa patří k tzv. dynamicky novým kometám, které patrně přilétají ke Slunci poprvé z Oortova oblaku. Původní vzdálenost velké poloosy dráhy byla přibližně 48 tisíc AU před vstupem do oblasti velkých planet, což ukazuje na periodu větší než 10 miliónů let. Průlet vnitřní částí Sluneční soustavy s menší oběžnou dráhu k hodnotě kolem 110 tisíc let. Kometa proletí 10. března 2013 jen 0.302 AU od Slunce (45 mil. km) a 5. března 1.097 AU od Země (164 mil. km).
Již v době objevu bylo zřejmé, že se jedná o aktivnější kometu, která může být viditelná pouhým okem na noční obloze severní polokoule. Kometa je pozorovatelná po průletu kolem Slunce od poloviny března 2013.